# 大津市立瀬田東小学校
大津市立瀬田東小学校（おおつしりつ せたひがししょうがっこう）は、滋賀県大津市一里山二丁目にある公立小学校。

## 沿革
- 1980年（昭和55年）4月1日 - 大津市立瀬田小学校から分離し、開校。
- 1995年（平成7年）4月 - 滋賀医科大学医学部附属病院内に院内学級「ひまわり」を開設[1]。

## 基礎データ

### スローガン
- 校訓 - 心を込めて挨拶します・額に汗してもくもくと掃除をします・目と心と耳で聴きます[2]
- 教育目標 - 心身ともにたくましく、ひととの交わりを大切にし、新しいものを創り出そうとする子どもの育成[3]

## 通学区域
- 大津市
  - 一里山一丁目 - 一里山六丁目、月輪一丁目 - 月輪五丁目、瀬田月輪町、栗林町、瀬田南大萱町の全域と大江四丁目の一部[4]

## 主な進学先
- 大津市立瀬田北中学校[4]

## アクセス
- JR琵琶湖線（東海道本線）瀬田駅
  - 同駅から帝産湖南交通または近江鉄道バス。「一ツ松」停留所下車、徒歩約3分[5]。「一里山」停留所下車、徒歩約6分[5]。
  - 同駅から徒歩約12分[5]。